# Prunéřovský potok
Der Prunéřovský potok (deutsch Brunnersdorfer Bach, früher auch Wistritzer Bach, selten Preßnitzer Bach, Turtschinkenbach) ist ein linker Zufluss der Eger in Tschechien.

## Verlauf

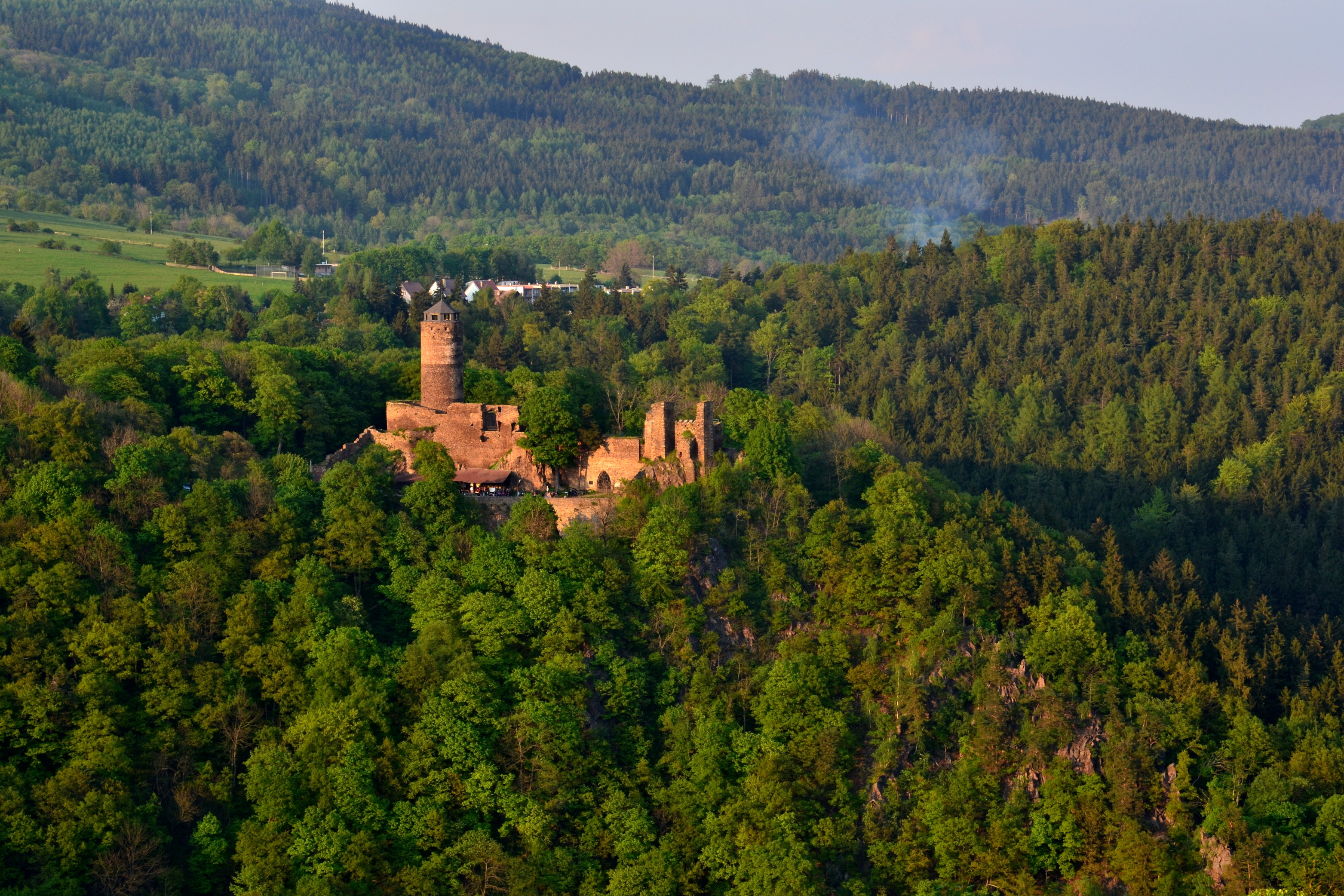
Burg Hasištejn mit dem Tal des Prunéřovský potok im Vordergrund.

Der Bach entspringt in der Nähe der Erzgebirgs-Kammlinie im Naturreservat Prameniště Chomutovky nordwestlich von Výsluní (Sonnenberg). Dort entspringen auch die Chomutovka und die nach Norden abfließende Schwarze Pockau (Černá). Zuerst verläuft er Richtung Südosten auf Výsluní zu, wo er sich dann plötzlich nach Nordosten wendet und der Erzgebirgsausrichtung folgt. Dieser für den böhmischen Teil des Erzgebirges ungewöhnlichen Laufrichtung folgt er für knapp 2,5 km, um nach einem Durchbruch bei Celná für etwa 4,5 km die gegenläufige Richtung nach Südwesten einzuschlagen. Hier hat der Bach ein steilrandiges, felsiges und bis etwa 150 m tiefes Tal eingeschnitten. Nachdem er von rechts den Třebíšský potok (Triebischler Bach) aufgenommen hat fließt er in einem geschwungenen, tiefen Tal, an der Burg Hasištejn vorbei, dem Erzgebirgsrand zu. Dort wird er vom Wasserzuführungssystem Podkrušnohorský přivaděč überquert, das die beiden Flüsse Eger und Bílina miteinander verbindet. Der ursprüngliche Verlauf führte den Bach in gerader Linie über Bystřice (Wistritz) und Kadaň (Kaaden) in die Eger. In der zweiten Hälfte des 20. Jahrhunderts musste er dem Braunkohlen-Tagebau Nástup–Tušimice sowie dem Kraftwerk Tušimice weichen; sein Unterlauf wurde um diese herumgeführt und nach Westen verlegt. Heute mündet er etwa 2 km weiter westlich in die Talsperre Kadaň.

## Zuflüsse
- Šebestiánka (l)
- Výslunský potok (r)
- Zvonící potok (r)
- Třebíšský potok (Triebischler Bach) (r)
- Trntý potok (r)

## Besonderheiten

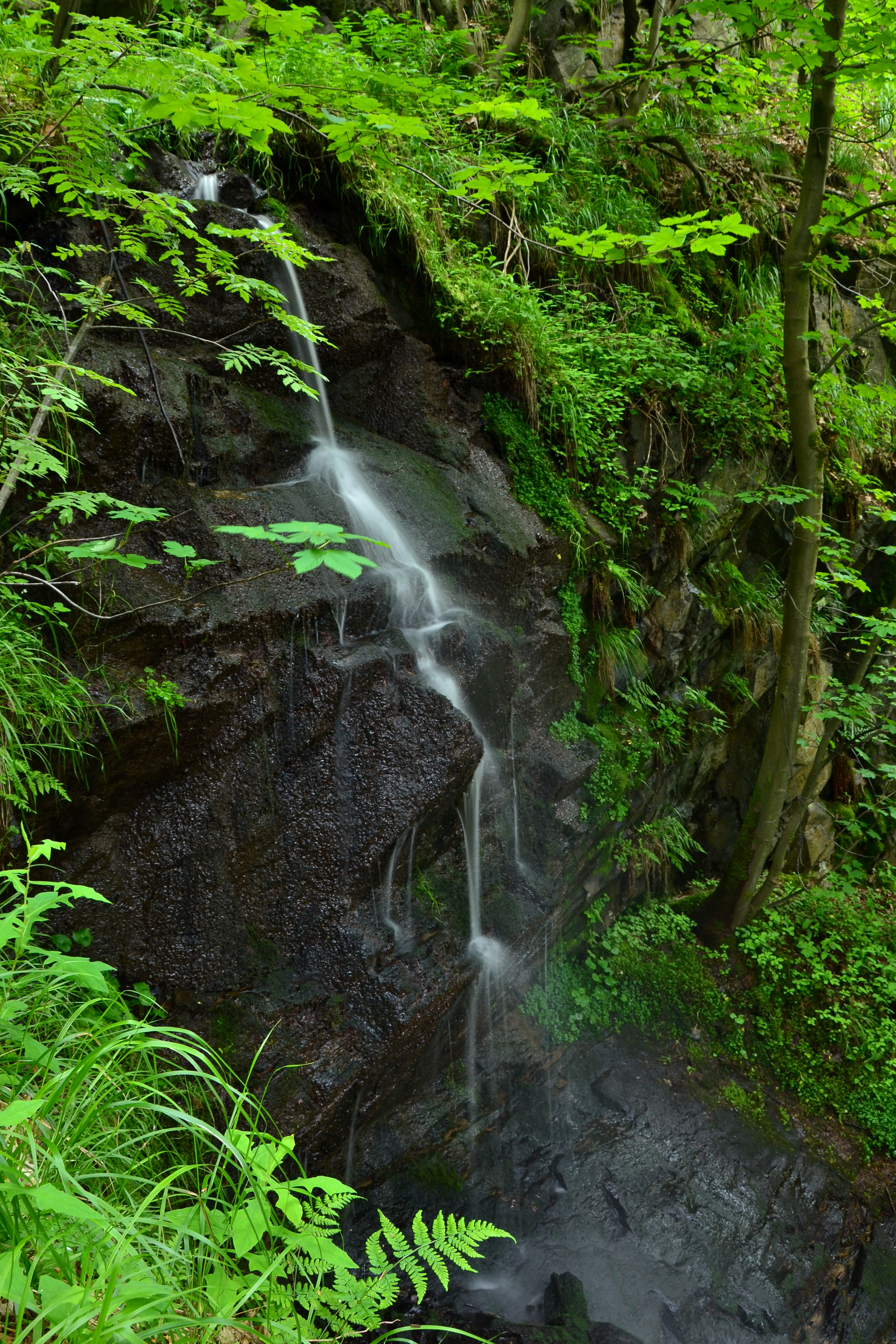
Der Wasserfall Kýšovický vodopád

Der Bach und dessen Seitentäler ist zwischen Vysluni bis zum Austritt aus dem Erzgebirge als Naturpark Údolí Pruneřovskeho potoka großflächig unter Schutz gestellt. In einem Nebental befindet sich der 25 m hohe Wasserfall Kýšovický vodopád.